# معتمدية الرديف
معتمدية الرديف إحدى معتمديات الجمهورية التونسية، وهي تابعة لولاية قفصة. عدد سكان المعتمدية سنة 2004 كان حوالي 27940 نسمة متوزعون على 5 مناطق:
- الرديف المركزية (2461 نسمة)
- الرديف الشمالية (3576 نسمة)
- الرديف الجنوبية (7972 نسمة)
- الرديف المحطة (12757 نسمة)
- تابديت (1174 نسمة)[2]

### مواضيع ذات علاقة
- ولاية قفصة.